# Albert Jansen (Kaufmann)
Albert Jansen (* 27. Oktober 1903 in Geilenkirchen; † 7. Juni 1974) war ein deutscher Kaufmann.

## Leben
Albert Jansen, Sohn von Wilhelm Jansen und Petronella geb. Latz, trat zusammen mit Willy und Franz Jansen 1926 in das 1862 gegründete  Familienunternehmen Eisen-, -waren- u. Sanitärer Großhandel KG in Geilenkirchen ein.
Jansen war nach dem Kriegsende Ratsherr der Stadt Geilenkirchen und für die DP deren Kreistagsabgeordneter. Er war Vizepräsident der IHK Aachen. Er war Vorstandsmitglied im Bund Deutscher Eisenwarenhändler.
Albert Jansen ist Namensgeber und war zusammen mit seiner Frau Else Jansen, die er 1929 heiratete, Gründer der Albert-Jansen-Stiftung für gemeinnützige Zwecke und Hilfe für Bedürftige aus dem Raum Geilenkirchen.
1967 wurde Albert Jansen von Kardinal-Großmeister Eugène Kardinal Tisserant zum Ritter des Ritterordens vom Heiligen Grab zu Jerusalem ernannt und am 29. April 1967 in Münster durch Lorenz Kardinal Jaeger, Großprior der deutschen Statthalterei, investiert.

## Ehrungen und Auszeichnungen
- Ritter vom Hl. Grab (1967)
- Ehrenbürgerwürde der Stadt Geilenkirchen (1968)
- Bundesverdienstkreuz 1. Klasse (1969)
- St.-Sebastianus-Ehrenkreuz mit Schulterband
- Namensgeber der Albert-Jansen-Strasse in Geilenkirchen
- Namensgeber der Albert-Jansen-Stiftung